# Georg von Hase

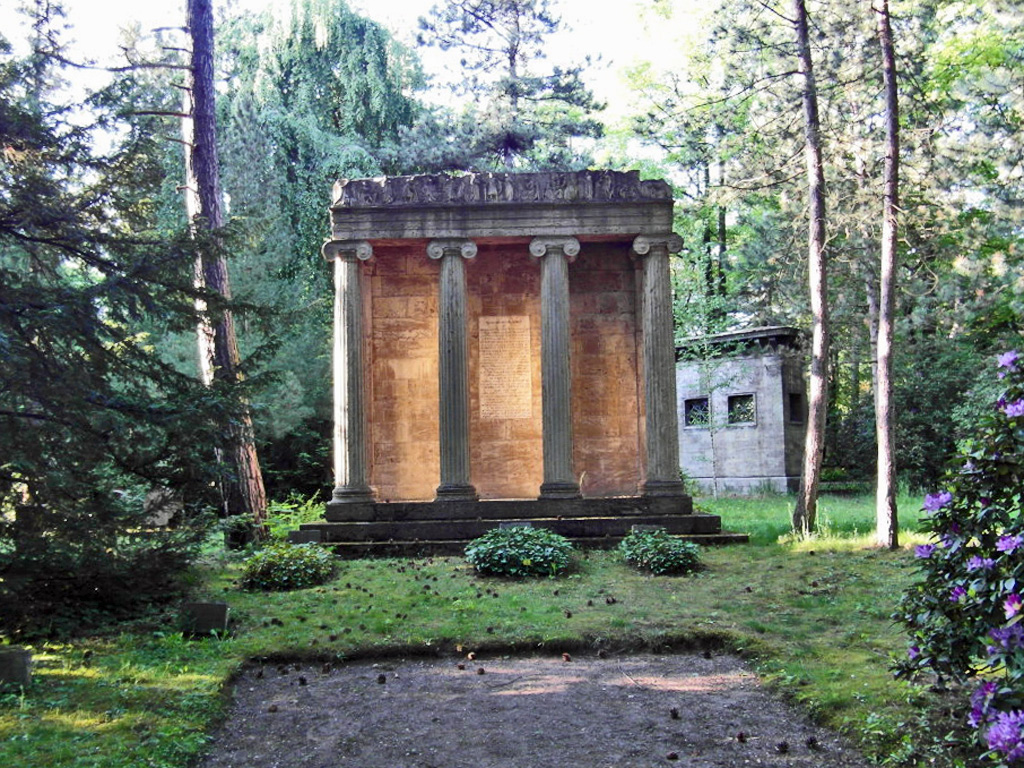
Grabstätte der Familie von Hase auf dem Südfriedhof Leipzig

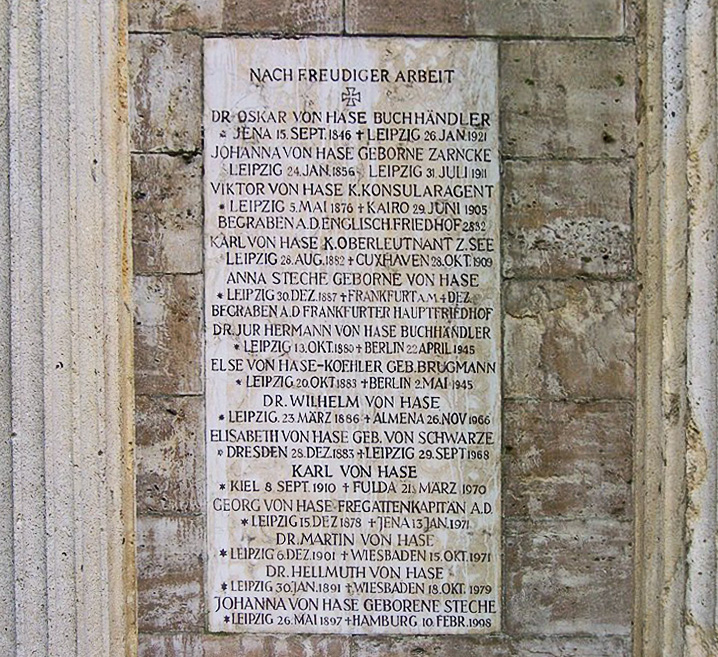
Grabtafel

Georg Oskar Immanuel von Hase (* 15. Dezember 1878 in Leipzig; † 13. Januar 1971 in Jena) war ein deutscher Marineoffizier, Verleger und Schriftsteller.

## Leben
Georg von Hase wurde als Sohn des Verlegers Oskar von Hase und Enkel des Verlegers Karl von Hase und des Germanisten Friedrich Zarncke im Jahre 1878 in Leipzig geboren. Er besuchte die Neue Nikolaischule Leipzig, ging jedoch nach erfolgreichem Abschluss des Gymnasiums entgegen der Familientradition als Seekadett zur Kaiserlichen Marine anstatt zur Universität. An Bord der Stein kreuzte von Hase durch Nordsee, Ostsee, Nordatlantik und nahm 1897 an einem Einsatz zur Durchsetzung deutscher Forderungen an Haiti teil.
Im Jahre 1909 heiratete Georg von Hase die Hamburger Kaufmannstochter Eleanor Heygster, mit der zusammen er vier Kinder hatte. Für seinen Einsatz bei der Marine im Ersten Weltkrieg bekam von Hase das Eiserne Kreuz erster und zweiter Klasse. Er wurde mehrfach befördert und war schließlich Fregattenkapitän. Über seine Teilnahme als Artillerie-Offizier an der Skagerrakschlacht auf der Derfflinger schrieb er das Buch „Die zwei weißen Völker“, das auch auf Englisch und auf Französisch veröffentlicht wurde. Weitere Veröffentlichungen über die Seeschlacht folgten.
Nach dem Ersten Weltkrieg nahm von Hase Abschied von der Seefahrt und wurde buchhändlerischer Volontär bei K. F. Koehler. Er zog 1919 ohne seine Frau aber mit seinen Kindern nach Leipzig-Gohlis. Im Jahre 1920 wurde seine erste Ehe geschieden und er heiratete Johanna Steche, die Tochter des Unternehmers Albert Steche, mit der er zwei Kinder hatte.
Von Hase, der 1920 bereits Mitinhaber der Firmen Hermann Schultze und E. F. Steinacker und Prokurist der Firma K. F. Koehler geworden war, wurde 1921 zum finnischen Vizekonsul ernannt. 1923 wurde er Vorstandsmitglied von Koehler und Volckmar, heute Koch, Neff und Volckmar. Die kaufmännische Tätigkeit schien von Hase nicht zu liegen, was zu wiederholten Schwierigkeiten in seinem Bereich führte, so dass er 1935 aus der Konzernleitung ausschied. Er zog sich auf seinen Landsitz in Jena zurück und widmete sich wieder stärker der schriftstellerischen Tätigkeit.
Im Jahre 1941 wurde er Referent beim Oberkommando der Kriegsmarine in Berlin und 1944 aus Altersgründen entlassen. Georgs Bruder Hermann, der überzeugter Nationalsozialist und Mitglied der NSDAP war, fiel im Volkssturm in der Schlacht um Berlin im April 1945, sein Neffe Paul war am Attentat auf Hitler beteiligt und wurde im August 1944 hingerichtet.
Georg von Hase wurde stellvertretender Hafenkommandant in Rotterdam und erlebte nach seiner Abberufung das Kriegsende in Jena.
Eine kurze Tätigkeit als Leiter des Jenaer Kulturbundes musste er 1947 aufgrund seiner früheren Veröffentlichungen wieder beenden. Er widmete sich dann der Chronik seiner Familie.
Georg von Hase starb 1971 in Jena.

## Werke (Auswahl)
- Die zwei weißen Völker. Deutsch-englische Erinnerungen eines deutschen Seeoffiziers 1920, u.d.T.: Skagerrak, die größte Seeschlacht der Weltgeschichte, 1932, viele Auflagen.
  - auf Englisch u.d.T.: Kiel and Jutland, Skeffington & Son, Ltd., London, 1921.
  - auf Französisch u.d.T.: La Bataille du Jutland vue du "Derfflinger", Payot, Paris, 1922.
- Der deutsche Sieg vor dem Skagerrak am 31. Mai 1916. Unter Benutzung des amtlichen Quellenwerkes, 1926.
- Der Sieg der deutschen Hochseeflotte am 31. Mai 1916. Die Skagerrak-Schlacht nach den amtlichen deutschen und englischen Quellen dargestellt, 1934.
- Seewind. Auf allen Weltmeeren und in fernen Ländern, Jugendschrift, 1961.

Als Herausgeber und Mitverfasser:
- Die Kriegsmarine erobert Norwegens Fjorde. Erlebnisberichte von Mitkämpfern, im Auftrag des Oberkommandos der Kriegsmarine, Leipzig 1940.
- Die Kriegsmarine im Kampf um den Atlantik. Erlebnisberichte von Mitkämpfern, 1942.
- Ich gehe zur See, 1943.

Als Übersetzer:
- Graf Alfred von Niezychowski, „Kronprinz Wilhelm“, der Luxusdampfer als Kaperschiff, 1931.